# Шапшан (патрульный катер)
«Шапша́н» (каз. Шапшаң — «быстрый», ex-PKM-2??) — казахстанский патрульный катер типа «Чамсури» южнокорейского производства. Был построен для ВМС Республики Корея. Передан Казахстану в 2006 году. В некоторых источниках эти устаревшие катера указаны как тип Sea Dolphin. Бортовой номер — 031.

## История
Казахстан получил три патрульных катера («Шапшаң», «Батыр» и «Ізет») от Южной Кореи в 2006 году. Они были куплены за символическую сумму в 100 долларов США за катер. Списанный в 2004 году, «Шапшан» стал одним из первых относительно крупных судов в составе ВМС Казахстана. В рамках подготовки к передаче казахстанская группа из 30 человек прошла обучение по эксплуатации катеров в Республике Корея.
Из Южной Кореи катера были доставлены через Индийский океан на океанском сухогрузе в Турцию. Из турецкого порта Пендик (Стамбул) на пункт базирования на Каспии, катера прибыли своим ходом через Босфор, Чёрное и Азовское моря по российским внутренним водным путям.
В 2011 году совместно с гидрографическим судном «Жайык» участвовал в первых учениях ВМС Казахстана. В ходе учений были отработаны навыки спасения на море, стрельбы из корабельной артиллерии по надводной цели.

## Характеристики
Представляет собой устаревший быстроходный артиллерийский катер PKM (Patrol Killer Medium) 1980-х годов постройки первой серии типа «Чамсури». Из-за неудовлетворительного технического состояния, большую часть службы в составе ВМС Казахстана находился в отстое.

## Командиры катера
- капитан 3-го ранга Дастан Калиев[4]